# 埃里克·佩尔·沙利文
埃里克·佩尔·沙利文（英語：Erik Per Sullivan，1991年7月12日—）是美國的一位演員。他最著名的作品是在福斯廣播公司電視劇《左右做人難》中飾演Dewey Wilkerson角色。沙利文出生在麻薩諸塞州，曾經就讀於南加利福尼亞大學。